# Thủ đoạn mưu mô
Pin Anong (tên tiếng Thái: ปิ่นอนงค์, tên tiếng Việt: Thủ đoạn mưu mô) là bộ phim truyền hình Thái Lan phát sóng vào năm 2012. Phim phát sóng trên kênh Channel 7 (CH7) với sự tham gia của Sukollawat Kanarot & Peechaya Wattanamontree. Bộ phim này đạt tỷ lệ người xem cao nhất trong năm 2012.

## Nội dung
Pin Anong là con gái của Ounreuan, giúp việc của Khun Nai ở trang trại Phaisaan. Ounreuan là một đứa trẻ mồ côi, biết ơn gia đình Khun Nai cho mình một nơi ở. Ounreuan dạy con gái phải biết ơn Khun Nai cũng vì Khun Nai hỗ trợ tiền học cho Pin cho đến khi cô nhận được bằng cử nhân. Tại trang trại Khun Nai được biết đến như một con quỷ, ngược đãi Ounreuan và Pin Anong và tận dụng công nhân tại trang trại bằng cách từ chối trả lương.
Trang trại có một hướng đi mới với sự xuất hiện của Yai Charlit, chủ sở hữu hợp pháp và con trai duy nhất của Khun Phaisaan. Khun Yai lái xe ra khỏi trang trại ngày trước sau khi có một sự hiểu lầm với cha mình. Anh cũng thoát khỏi lời buộc tội dã man là giết chết Par, chồng cũ của Khun Nai, một công nhân ở trang trại. Khun Yai không bao giờ có thể làm lành với cha mình vì ông đã chết trong tay người vợ mới. Khun Yai trở về để lấy lại trang trại và trả thù ác người mẹ kế độc ác.
Khun Yai che giấu tất cả mọi người bằng cách giả vờ là Seur Yai, một thành viên băng đảng trộm cướp nguy hiểm. Khi thực hiện kế hoạch để lấy lại tài sản và trang trại anh đã yêu Pin Anong và hai người đã kết hôn. Yai vẫn luôn yêu Pin kể từ khi anh gặp cô những năm trước, khi anh đến thăm người cha quá cố ở chùa. Trong thời gian đó anh đã cải trang thành một người nghèo khó để tránh tiết lộ mình với Pin. Pin rất tử tế với anh và cho anh thực phẩm để ăn. Lý do Pin chính kết hôn Khun Yai là trả nợ cho anh sau khi Khun Nai đã đánh cắp tiền từ  trang trại.
Cặp đôi này đã trải qua một khoảng thời gian ngọt ngào sau khi bày tỏ tình cảm với nhau. Tuy nhiên, thời gian đó thật ngắn ngủi đến khi Khun Yai nghe Pin nói chuyện với Khun Nai rằng cô sẽ đầu độc anh, vì vậy Khun Nai không phải làm bất kỳ việc gì, chỉ xem cô từ từ giết hại Yai. Pin chỉ đang cố gắng để bảo vệ chồng khỏi Khun Nai, người có ý định tiêu diệt đối thủ để bà ta có thể thỏa mãn lòng tham với việc trở thành chủ sở hữu duy nhất của trang trại. Yai hiểu lầm ý định của vợ và họ đã đối đầu với nhau. Pin sau đó trốn thoát khỏi trang trại nhưng Yai tiếp tục đi theo cô và xem cô từ xa. Mặc dù hiểu lầm nhưng Yai luôn yêu Pin và vẫn chăm sóc cho cô dù anh vẫn có những lời nói trái với hành động.

## Diễn viên
2012
- Sukollawat Kanarot vai Chalit Thamrongrat "Khun Yai"
- Peechaya Wattanamontree vai Pinanong/Pin
- Apiradee Pawaputanont vai Kongsook/Khun Nai
- Chawallakorn Wanthanapisitkul vai Tasanee/Nee
- Panu Suwanno vai Panthep/Pan
- Supakit Buangam vai Tasanat/Nat
- Nittayaros Phumiphathit vai Jom
- Aratchamon Ratanawaraha vai Jintana
- Sinitha Boonyasak vai Ounreuan/Oun
- Phutharit Prombandal vai Plot
- Ornlene Sothiwanwongse vai Orn
- Sakrat Ruekthamrong vai Thawin

2024
- Pongsakorn Mettarikanon
- Ranida Techasit

## Đánh giá
Pin Anong là bộ phim gây tiếng vang trong thị trường phim truyền hình tại Thái Lan những năm 2012, lăng xê thành công cặp đôi Weir Sukollawat và Min Pechaya, giúp họ đạt được những giải thưởng quan trọng trong năm: Cặp đôi trong mơ, Nam - Nữ diễn viên chính xuất sắc nhất, Nam diễn viên được yêu thích nhất (do người hâm mộ bình chọn), Nữ diễn viên được yêu thích nhất (do truyền thông bình chọn). Pin Anong cũng là phim có tỷ lệ người xem cao nhất trong năm 2012. Riêng tập cuối rating của phim lên đến 19.2% - con số cao hiếm hoi trên dòng phim truyền hình Thái.

## Rating
| Tập        | Rating |
| ---------- | ------ |
| 1          | 11.8   |
| 2          | 15.5   |
| 3          | 15.0   |
| 4          | 14.1   |
| 5          | 15.3   |
| 6          | 14.9   |
| 7          | 11.8   |
| 8          | 15.1   |
| 9          | 16.4   |
| 10         | 15.0   |
| 11         | 14.1   |
| 12         | 18.7   |
| 13         | 15.2   |
| 14         | 17.1   |
| 15         | 17.5   |
| 16         | 17.3   |
| 17         | 17.1   |
| 18         | 17.8   |
| 19         | 17.8   |
| 20         | 18.0   |
| 21         | 18.1   |
| 22         | 19.4   |
| Trung bình | 16.05  |

## Ca khúc nhạc phim
2012
- Dtop Tah / ตบตา - Sukollawat Kanarot & Gliet Dtua Eng / เกลียดตัวเอง - Peechaya Wattanamontree